# Уилламетт (долина)
Долина Уилла́метт (англ. Willamette [wɪˈlæ.mɪt]) — область на северо-западе штата Орегон (США) вдоль реки Уилламетт, от её истока близ Юджина и до слияния с рекой Колумбия у Портленда.

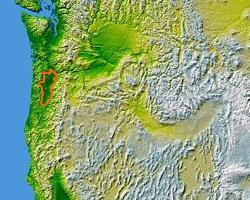
Вид на долину Уилламетт со спутника

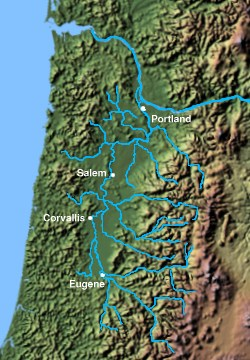
Долина Уилламетт

Продольная мульдообразная депрессия расположена между двумя системами хребтов (Береговые хребты и Каскадные горы). Климат здесь теплее и суше, чем на побережье, количество осадков до 1000 мм. В лесах наряду с дугласией распространен орегонский белый дуб, или дуб Гарри (Quercus garryana), встречаются земляничное дерево (Arbutus menziesii) и некоторые другие средиземноморские представители. 
Поселенцы в 1840-е годы добирались сюда по Орегонской тропе (англ. Oregon Trail). Долина представляла собой культурный и политический центр штата Орегон со времён территории Орегон (англ. Oregon Territory). В центральной части долины, на пересечении основных дорог расположен небольшой город, чьё название (в буквальном переводе Central Point — Центральный пункт) указывает на его местоположение и роль в долине.
В настоящее время здесь проживает 70 % всего населения штата.